# Безбородьков
Безбородьков (укр. Безбородьків) — село,
Буромский сельский совет,
Ичнянский район,
Черниговская область,
Украина.
Код КОАТУУ — 7421782002. Население по переписи 2001 года составляло 83 человека .

## Географическое положение
Село Безбородьков находится в 1-м км от левого берега реки Удай,
выше по течению на расстоянии в 1,5 км расположено село Шиловичи,
ниже по течению на расстоянии в 1 км расположено село Селихов,
на противоположном берегу — село Припутни.
К селу примыкают лесные массивы.

## История
- 1700 год — дата основания как хутор Безбородьково.
- В 1859 году на казачьем хуторе Безбородков было 4 двора где проживало 16 человек (7 мужского и 9 женского пола)[2]